# Margattea frontefasciata
Margattea frontefasciata är en kackerlacksart som först beskrevs av Werner 1913.  Margattea frontefasciata ingår i släktet Margattea och familjen småkackerlackor. Inga underarter finns listade i Catalogue of Life.